# 共鳴音

調音方法

気流の妨害度

阻害音
破裂音
破擦音
摩擦音
共鳴音
ふるえ音
はじき音
接近音

気流の通路
中線音
側面音
口蓋帆の状態
口音
口鼻音
鼻音
気流機構
肺臓気流
吸気音
呼気音

非肺臓気流
放出音
入破音
吸着音

▶ 調音部位

共鳴音（、英: sonorant）は調音が音源を生成せずに共鳴のみを起こして形作られた声である。英: resonant、響き音（）とも。

## 概要
共鳴音は調音と独立した音源を調音により共鳴させて作られる音の総称である。対照的な音は調音が音源を生む阻害音である。
共鳴音はすべて聞こえ（Sonority）の度合いが有声摩擦音よりも高く現れている。IPAの用語ではないが、調音方法の性格が同様のものをまとめて言及するのによく使われる。
一部の共鳴音では生成時に声道の分岐管が現れる（例: 流音、鼻音）。この場合、分岐管での共鳴により特有のフォルマントやアンチフォルマントが観察される。

## 分類
様々な言語音が共鳴音に分類される。以下はその一例である：
- 母音[6]
- 接近音
  - わたり音（半母音）[7]
- 流音[8]
- 鼻音[9]
- 声門摩擦音（無声声門摩擦音[10]/有声声門摩擦音）

はじき音・ふるえ音もこれに含まれる。